# Joan Manent Victory
Joan Manent Victory (Villacarlos, Menorca, 1879 - Alayor, 1936) fue un político español republicano de las Baleares. Dirigente republicano en Menorca, fue cofundador y director del diario "La Voz de Menorca". Al proclamarse la II República (1931) fue nombrado delegado del Gobierno en Menorca y poco después gobernador civil de las Baleares, cargo que conservó con una breve interrupción en 1933 hasta diciembre de 1935. Dimitió cuando el Partido Republicano Radical salió del Gobierno.